# Prise de Bologne
Seconde Guerre mondiale,
Campagne d'Italie
Batailles
Invasion de la Sicile
- Lampedusa
- Corkscrew
- Mincemeat
- Barclay
- Animals
- Chestnut
- Narcissus
- Fustian
- Ladbroke
- Gela
- Troina
- Centuripe

Invasion de l'Italie
- Baytown
- Avalanche
- Rome
- Slapstick
- Armistice de Cassibile
- Achse
- Naples
- Bombardement du Vatican
- Ligne Volturno
- Libération de la Corse
- Ligne Barbara
- Bombardement de Bari

Ligne Gustave
- Ligne Bernhardt
- Raincoat
- San Pietro Infine
- Rivière Moro
- Ortona
- Rivière Rapido
- Monte Cassino
- Shingle
- Cisterna
- Diadem
- Strangle
- Ligne Trasimene
- Libération de Rome
- Ancône
- Brassard

Ligne gothique
- Rimini
- Saint-Marin
- Gemmano
- Montecieco
- Monte Castello
- Garfagnana

Offensive du printemps 1945
- Tombola
- Bowler
- Roast
- Bologne
- Argenta Gap
- Herring
- Collecchio

Guerre civile italienne
La prise de Bologne, le 21 avril 1945, constitue l'une des dernières batailles de la campagne d’Italie et la dernière du Deuxième corps polonais, avec la victoire de ce dernier et des armées alliées qui le flanquaient, la Ve armée américaine et la VIIIe armée britannique.

## Contexte[a]
Cette bataille doit être replacée dans un contexte politique et géostratégique très sombre[évasif] pour la Pologne. L'armée polonaise de l'Ouest, et particulièrement le deuxième corps, ont assisté avec consternation et amertume à l’écrasement du soulèvement de Varsovie. Par ailleurs, un bras de fer oppose le Gouvernement polonais en exil et le général Anders au Premier ministre britannique Winston Churchill. Pour les Polonais, l’enjeu est vital : il s’agit de rentrer victorieux dans un pays libre aux frontières reconnues.

Le général Anders a détaillé ce moment dans ses mémoires : 

« … Tout en luttant par les armes contre les Allemands, les Polonais étaient, en même temps, en conflit avec la Russie soviétique et avaient des griefs ou même plus que des griefs contre la Grande-Bretagne et les États-Unis, du fait que ces deux puissances n’accordaient aucun appui à la Pologne, en ce qui concernait ses affaires avec la Russie. En conséquence, on nous attribua une propension particulière à la querelle et une nature aventureuse. Était-ce juste cependant ? »

Les conversations de Yalta, du 4 au 11 février 1945, qui avaient, après celles de Téhéran, été gardées rigoureusement secrètes, furent portées à la connaissance d’Anders le 12 février. Après en avoir référé au Premier ministre Mikolajczyk, le général Anders écrit au commandant de la 8e armée britannique, le général McCreery : 

« Nous vivons les moments les plus durs de notre vie. La récente décision de la Conférence des Trois, qui abandonne en fait notre Patrie et notre Nation comme butin aux bolchéviks, nous fait tomber les armes des mains…
Nous avons laissé sur notre route, que nous considérions comme le chemin de combats nous conduisant en Pologne, des milliers de compagnons d’armes. C’est pourquoi le soldat du 2e corps polonais a ressenti la récente décision prise au cours de la conférence des Trois, comme la plus grande injustice, et qui est en contradiction avec son sentiment de l’honneur militaire…
Le soldat me demande pour quel but désormais il doit combattre ? Je ne sais que répondre à cette question. Une chose terrible vient de se produire. …
… Je constate la nécessité de retirer immédiatement du secteur de combat les troupes du 2e corps polonais et cela en raison : 1° de l’état d’esprit des soldats caractérisé ci-dessus ; 2° du fait que ni moi-même, ni aucun des chefs subalternes ne pourrions aujourd’hui trouver, dans nos consciences, une raison plausible pour exiger des soldats du 2e corps polonais de nouveaux sacrifices… »

Le général obtient de se rendre à Londres pour conférer avec son gouvernement et s’entretenir directement avec Churchill. L’entretien, tenu le 21 février 1945, est houleux : 

« Churchill – Vous n’êtes pas content du résultat de la conférence de Yalta ?
Anders expose le point de vue polonais en employant les mêmes arguments qu’avec le maréchal Alexander
Churchill (avec violence) – Tout cela est de votre faute. Depuis bien longtemps, je vous conseillais de régler la question des frontières avec la Russie soviétique en lui abandonnant les territoires à l’est de la ligne Curzon. Si vous m’aviez écouté, toute l’affaire aurait pris un aspect totalement différent. Nous n’avons jamais garanti les frontières orientales de la Pologne. Nous possédons aujourd’hui nous-mêmes suffisamment de troupes et n’avons pas besoin de votre concours. Vous pouvez retirer vos divisions ; nous nous en passerons…. »

Le 26 février 1945, le président de la République, Wladyslaw Raczkiewicz, confia à Anders le poste de Commandant suprême par intérim. Le général Bohusz-Szyszko lui succède à la tête du Deuxième corps.
Mais les commandants américain et britannique, les généraux Richard McCreery et Mark Wayne Clark et le maréchal Harold Alexander exigèrent d’Anders le maintien des troupes polonaises, car les Alliés ne disposaient d’aucune troupe pour les remplacer. Anders finit par céder.

## Plan et forces en présence
L’offensive des Alliés en Italie inaugurait la campagne pour la vallée du Pô. Le plan du général Clark, commandant du 15e groupe d’armées américain, consistait à déborder, par les deux ailes, les forces allemandes dont le gros était disposé à l’est de Bologne.
La VIIIe armée britannique devait avancer en direction de Ferrare, par Argenta, en partant du cours inférieur de la rivière Senio.
La Ve armée américaine, venant du Sud de Bologne, contournerait la ville par l’ouest, en avançant dans la direction de Vérone.
Le IIe corps polonais devait, conjointement avec son voisin de droite, le 5e corps britannique, assurer l’essentiel de l’assaut sur la ville. Le 2e corps est à cette occasion renforcé de deux brigades d’infanterie, de deux régiments d’artillerie lourde et d’un bataillon de commandos, récemment créés.
De plus, pour ces opérations, les unités britanniques suivantes faisaient partie du corps polonais :
- 7e brigade blindée britannique ;
- une fraction de la brigade de sapeurs d’assaut ;
- 43e brigade motorisée de Gurkhas ;
- 14/20e régiment de hussards ;
- une partie du 27e régiment de lanciers ;
- quatre régiments d’artillerie.

L’une des divisions polonaises est la 5e division d’infanterie des Confins (Kresowa), dont les effectifs sont constitués de Polonais originaires des Kresy, les parties orientales de la Pologne attribuées à Yalta à la Russie soviétique.
Les forces alliées sont opposées aux unités allemandes suivantes :
- 98e division d'infanterie ;
- 26e Panzerdivision (du XIVe Panzer Corps) ;
- 1re division parachutiste (déjà adversaire des Polonais à Monte Cassino) ;
- 4e division parachutiste.

Le défi pour les forces polonaises consistait à franchir successivement trois rivières bordées de remblais fortifiés par les Allemands.

## La bataille
L’offensive débuta le 9 avril à 4 h. par un bombardement aérien et un barrage d’artillerie de 400 canons tirant sur les positions allemandes. Un incident se produisit au cours de ce bombardement : des avions américains larguèrent, par erreur, leurs bombes sur des unités d'assaut polonaises prêtes à l'attaque.
Une attaque fut lancée le soir du même jour. Les Américains et les Britanniques engageaient les flancs allemands, tandis que les Polonais fonçaient vers la ville.
Le 10 avril, les forces polonaises repoussaient les Allemands au-delà de la rivière Senio. Les lance-flammes du type Crocodile, montés sur des chars et pouvant cracher une formidable colonne de feu à plus de 100 m, jouèrent un grand rôle lorsqu'il fallut se frayer un chemin à travers les hauts remblais bordant la rivière.
Du 12 au 14 avril, les forces polonaises combattirent les Allemands sur la rivière Santerno, et s’emparèrent d’Imola.
Du 15 au 16 avril, la rivière Sillaro et le canal Medicina (it) furent le théâtre de combats entre les troupes polonaises de la 5e division des Confins et la demi-brigade de Gurkhas et la 4e division parachutiste allemande.
Le commandant de la 8e armée britannique donna ordre le 17 avril aux Polonais de continuer leur poussée vers Bologne à partir de l’est. Selon les plans initiaux, la ville devait être prise par la 5e armée américaine avançant du sud. Le 17 avril, les forces polonaises se retrouvèrent face à un adversaire déjà connu, la 1re division parachutiste allemande, division d'élite qui avait défendu le Monte Cassino. Les combats furent acharnés, les Allemands étant « farcis de fusées et d'armes anti-chars Faustpatrone ». Les pertes polonaises en chars furent élevées. Mais une tête de pont permit une percée de la 2e brigade blindée polonaise qui brisa la résistance allemande.
Dans la nuit du 20 avril, un groupe d'assaut polonais approchant de Bologne fut à nouveau la cible de tirs fratricides de l'artillerie américaine, convaincue qu'il ne pouvait y avoir à cet endroit que des troupes allemandes en retraite.
Le 21 avril, un bataillon de la 3e brigade de chasseurs des Carpates de la 3e division d’infanterie des Carpates, venant de l’est, pénétra dans la ville. Ne combattaient plus alors dans la ville que quelques unités allemandes isolées. À 6 h 15 les Polonais avaient sécurisé la ville, arborant les couleurs polonaises sur l’hôtel de ville et la tour Asinelli, la plus haute tour de Bologne. La population accueillit les Polonais en libérateurs. À 8 h, les chars américains pénétrèrent dans la ville suivis par les unités de partisans italiens du groupe de combat Friuli du général Arturo Scattini (it), entré par la Porta Maggiore.

## Les lendemains
Au cours de cette bataille, le Deuxième corps polonais perdit 234 tués et 1 228 blessés sur un effectif engagé de 55 780 hommes.
Ce fut la dernière bataille de cette grande unité, qui fut retirée du front le 22 avril. Les troupes américaines et britanniques terminèrent l’encerclement des forces allemandes au nord de la rivière Reno et la 8e division indienne franchit le Pô.
Les forces allemandes en Italie du Nord capitulèrent le 29 avril 1945.

### Note
1. ↑  Analyse basée essentiellement sur les mémoires du général Anders et l’article correspondant dans la Wikipédia anglaise.